# عبد الله أبو شاويش
عبد الله محمد عبد الله أبو شاويش (أبو خالد؛ وُلد في 22 أكتوبر 1970 – ) دبلوماسي فلسطيني، عمل سفيرًا لدولة فلسطين لدى نيجيريا، ويشغل حاليًا منصب السفير الفلسطيني في الهند منذ فبراير 2025.

## حياته
وُلد أبو شاويش عام 1970 في مخيم النصيرات وسط قطاع غزة لأسرة هُجرت خلال حرب 1948 بواسطة المليشيات الصهيونية.
في ديسمبر 2021، عُين سفيرًا لدولة فلسطين لدى نيجيريا، ولاحقًا خلال عام 2022 سلّم أوراق اعتماده.
في 20 فبراير 2025، سلّم نسخة من أوراق اعتماده سفيرًا لدولة فلسطين إلى رئيسة الهند دروبادي مورمو.